# Marin Capisizu
Marin Capisizu (n. 7 octombrie 1929, Bârca, Dolj, România – d. 4 februarie 2021) a fost un inginer agronom și demnitar comunist român, care a fost membru al mai multor guverne în anii 1970 și 1980 și  membru al Comitetului Central al Partidului Comunist Român (22 noiembrie 1984 – 24 noiembrie 1989).
A îndeplinit funcțiile de director general al Departamentului Agriculturii de Stat (1969–1971), secretar general la Ministerul Agriculturii, Industriei Alimentare, Silviculturii și Apelor (26 ianuarie 1971 – 6 mai 1972), director general și director al Direcției Producției Vegetale la Ministerul Agriculturii, Industriei Alimentare și Apelor (11 mai 1972 – 18 martie 1975), adjunct al ministrului agriculturii și industriei alimentare și șef al Departamentului Agriculturii de Stat (cu rang de ministru) (18 martie 1975 – 10 noiembrie 1979), director al Trustului I.A.S. Ialomița (15 noiembrie 1979 – ianuarie 1980), secretar pentru probleme de agricultură al Comitetului județean de partid Călărași (ianuarie  1980 – 24 martie 1981), ministru secretar de stat la Ministerul Agriculturii și Industriei Alimentare, Șef al Departamentului Industriei Alimentare (26 martie 1981 – 20 decembrie 1985), adjunct al ministrului industriei alimentare și al achiziționării produselor agricole (20 decembrie 1985 – 9 august 1986), director general al Direcției generale pentru agricultură a județului Bihor și vicepreședinte al Comitetului executiv al Consiliului popular al județului Bihor (25 septembrie 1986 – 22 decembrie 1989) și secretar de stat la Ministerul Agriculturii și Alimentației (28 iunie 1990 – 26 septembrie 1991).

## Distincții
- Ordinul Muncii clasa a III-a (16 decembrie 1961) „pentru merite deosebite în construirea socialismului la sate și sporirea producției agricole”[1]
- Ordinul „Steaua Republicii Socialiste România” clasa a IV-a (22 februarie 1971) „pentru merite deosebite în activitatea de producție și economico-financiară a întreprinderilor agricole de stat”[2]